# Cucurbitaria friesii
Cucurbitaria friesii är en svampart som beskrevs av Kuntze 1898. Cucurbitaria friesii ingår i släktet Cucurbitaria och familjen Cucurbitariaceae.   Inga underarter finns listade i Catalogue of Life.